# أيرا ستار
أيرا ستار هي مغنية وعارضة نيجيرية ولدت في 14 يونيو 2002.